# Nannosquilla raymanningi
Nannosquilla raymanningi is een bidsprinkhaankreeftensoort uit de familie van de Nannosquillidae. De wetenschappelijke naam van de soort is voor het eerst geldig gepubliceerd in 1998 door Salgado-Barragán & Hendrickx.